# 30 tháng 10
Ngày 30 tháng 10 là ngày thứ 303 (304 trong năm nhuận) trong lịch Gregory. Còn 62 ngày trong năm.

## Sự kiện
- 1644 – Thuận Trị Đế Phúc Lâm đăng quang hoàng đế tại Tử Cấm thành Bắc Kinh, khẳng định địa vị của nhà Thanh trong lịch sử Trung Quốc.
- 1485 – Henry VII làm lễ đăng quang quốc vương Anh.
- 1864 – Chiến tranh Schleswig lần thứ hai kết thúc với kết quả là Đan Mạch từ bỏ mọi tuyên bố chủ quyền với Schleswig, Holstein, Lauenburg; các lãnh thổ này chuyển sang nằm dưới quyền cai quản của Phổ và Áo.
- 1973 – Cầu Bosphorus tại Istanbul hoàn thành, trở thành cây cầu thứ hai kết nối châu Á và châu Âu qua eo biển Bosphore thuộc Thổ Nhĩ Kỳ.
- 1941 – Chiến tranh thế giới thứ hai: Quân Đức bắt đầu bao vây Sevastopol của Liên Xô, và chiếm được thành phố vào tháng 7 năm sau.
- 1961 – Liên Xô thử nghiệm bom hydro Tsar Bomba trên quần đảo Novaya Zemlya; bom có đương lượng nổ 50 Mt, là thiết bị nổ lớn nhất từng được phát nổ, hạt nhân hoặc các hình thức nổ khác.
- 1995 – Trong cuộc trưng cầu dân ý độc lập lần thứ nhì, hơn một nửa cử tri tỉnh Québec chống lại việc ly khai khỏi Canada.

## Sinh
- 1218 – Thiên hoàng Chūkyō của Nhật Bản
- 1513 – Jacques Amyot, Nhà văn Pháp
- 1624 – Paul Pellisson, Nhà văn Pháp
- 1751 – Richard Sheridan, Nhà soạn kịch Ai–len
- 1762 – André Chénier, Nhà văn Pháp
- 1786 – Philippe–Joseph Aubert de Gaspé, Nhà văn, nhà chính trị Pháp và Canada
- 1799 – Ignace Bourget, Giám mục Thiên chúa giáo La Mã
- 1821 – Fyodor Dostoevsky, Nhà văn Nga
- 1839 – Alfred Sisley, Nghệ sĩ Pháp
- 1844 – Harvey W. Wiley, Nhà hoá học Mỹ
- 1847 – Galileo Ferraris, Nhà vật lý Ý
- 1857 – Georges Gilles de la Tourette, Nhà thần kinh học của Pháp.
- 1861 – Antoine Bourdelle, Nhà điêu khắc người Pháp
- 1871 – 
  - Paul Valery, Nhà thơ Pháp
  - Buck Freeman, Cầu thủ bóng chày
- 1882 – 
  - William Halsey, Jr, Đô đốc Mỹ
  - Günther von Kluge, Thống chế Đức
- 1885 – Ezra Pound, Nhà thơ Mỹ
- 1886 – Zoe Akins, Nhà soạn kịch Mỹ
- 1893 –
  - Charles Atlas
  - Roland Freisler, Nhà chính trị đảng Đức quốc xã
- 1894 – Jean Rostand, Nhà sinh vật học, triết học người Pháp
- 1895 – 
  - Gerhard Domagk, Nhà vi khuẩn học người Đức từng nhận giải nobel
  - Dickinson W. Richards, Bác sĩ Mỹ người từng nhận giải Nobel
- 1896 – Ruth Gordon, Nữ diễn viên Mỹ
- 1897 – Rex Cherryman, Nam diễn viên Mỹ
- 1898 – Bill Terry, Tuyển thủ bóng chày
- 1900 – Ragnar Granit Nhà khoa học nghiên cứu về thần kinh từng đạt giải Nobel
- 1906 – Giuseppe Farina, Tay đua ôtô người Ý
- 1909 – Homi J. Bhabha, Nhà vật lý Indian
- 1911 – Ruth Hussey, Nữ diễn viên Mỹ
- 1914 – Richard E Holz, Nhà soạn nhạc người Mỹ
- 1915 – Fred Friendly, Nhà báo Mỹ
- 1916 – Leon Day, Tuyển thủ bóng chày
- 1917 – 
  - Nikolai Vasilievich Ogarkov, Nguyên soái Xô Viết
  - Maurice Trintignant, Tay đua xe ôtô người Pháp
- 1927 – Joe Adcock
- 1928 – Daniel Nathans, Nhà vi trùng học người Mỹ, từng nhận giải Nobel
- 1930 – 
  - Nestor Almendros, Nhà điện ảnh Tây Ban Nha
  - Clifford Brown, Người nổi tiếng và có ảnh hưởng lớn đến nhạc jazz
- 1932 – Louis Malle, Đạo diễn phim người Pháp
- 1934 – Frans Brüggen, Nhạc trưởng người Hà Lan
- 1935 – 
  - Agota Kristof, Nhà văn Hung Ga Ri
  - Michael Winner, Đạo diễn phim người British
  - Jim Perry,Tuyển thủ bóng chày (người ném bóng)
  - Robert Caro, Nhà viết tiểu sử Mỹ
- 1936 – Polina Astakhova, Vận động viên thể dục Ukrainia
- 1937 – Claude Lelouch, Đạo diễn phim người Pháp
- 1939 – 
  - Leland H. Hartwell, Nhà khoa học Mỹ người từng nhận giải Nobel y học
  - Grace Slick, Ca sĩ Mỹ
  - Edward Holland, Jr., Ca sĩ Mỹ
- 1940 – Ed Lauter, Nam diễn viên Mỹ
- 1941 – 
  - Theodor W. Hänsch, Nhà vật lý Đức, người từng nhận giải thưởng Nobel
  - Otis Williams, Ca sĩ Mỹ
- 1943 – Joanna Shimkus, Nữ diễn viên Canada
- 1945 – Henry Winkler, Nam diễn viên Mỹ
- 1947 – Timothy B. Schmit, Người chơi ghita bass (Eagles)
- 1951 – Harry Hamlin, Nam diễn viên Mỹ
- 1953 – Charles Martin Smith, Nam diễn viên Mỹ
- 1956 – Juliet Stevenson, Nữ diễn viên Anh
- 1957 – Kevin Pollak, Nam diễn viên Mỹ
- 1958 – Joe Delaney, Cầu thủ bóng đá Mỹ
- 1960 – Diego Armando Maradona, Cầu thủ bóng đá Argentina (m. 2020)
- 1961 – Scott Garrelts, Cầu thủ bóng chày
- 1962 – Courtney Walsh, Cầu thủ chơi cricke ở phía Tây Indian
- 1963 – Kristina Wagner, Nữ diễn viên Mỹ
- 1965 – Gavin Rossdale, Nhạc sĩ Anh
- 1966 – Scott Innes, Diễn viên lồng tiếng Mỹ
- 1970 – 
  - Maja Tatic, Ca sĩ Bosnia
  - Nia Long, Nữ diễn viên Mỹ
- 1973 – 
  - Adam "Edge" Copeland, Đô vật chuyên nghiệp Canada
  - Silvia Corzo
- 1976 – 
  - Stern John, Cầu thủ bóng đá người Trinidadia
  - Trí Quang, diễn viên người Việt Nam
- 1978 – Martin Dossett, Cầu thủ bóng đá Mỹ
- 1979 – Yukie Nakama, Nữ diễn viên Nhật Bản
- 1980 – Sarah Carter, Nữ diễn viên Canada
- 1981 – 
  - Jun Ji-huyn,diễn viên nữ Hàn Quốc
  - Ivanka Trump, Nhà thiết kế người Mỹ, con gái của Donald Trump
- 1983 – Iain Hume, Cầu thủ bóng đá Canada
- 1984 – Eva Pigford, Nữ diễn viên nhà thiết kế người Mỹ
- 1986 - Châu Khải Phong, ca sĩ kiêm nhạc sĩ người Việt Nam
- 1989 – 
  - Nastia Liukin, Vận động viên thể dục người Mỹ
  - Puka, nữ diễn viên người Việt Nam
- 2000 - Giselle, ca sĩ người Nhật, thành viên nhóm nhạc nữ Hàn Quốc (aespa)

## Mất
- 1860 – Tân Bình Quận công Nguyễn Phúc Miên Phong, hoàng tử con vua Minh Mạng nhà Nguyễn (s. 1824)
- 1998 – Lâm Văn Phát, Trung tướng Quân lực Việt Nam Cộng hòa (s. 1920)
- 2017 – Kim Joo Hyuk, nam diễn viên người Hàn Quốc
- 2018 – Kim Dung, nhà văn người Trung Quốc

## Những ngày lễ và kỷ niệm
- Ngày tưởng niệm các nạn nhân của đàn áp chính trị tại Nga và các quốc gia hậu Xô viết.